# イデスリー伯爵
イデスリー伯爵（英語: Earl of Iddesleigh）は、イギリスの伯爵位。連合王国貴族。第8代準男爵サー・スタッフォード・ノースコートが1885年に叙されたのに始まる。

## 歴史
デヴォンのシェリフで庶民院議員も務めるジョン・ノースコート(1600–1676)は、1641年7月16日にイングランド準男爵位デヴォン州ヘインのノースコート準男爵(Baronet, of Haine in the county of Devon)に叙された。これがノースコート家が受けた最初の世襲称号だった。
その仍孫である8代準男爵サー・スタッフォード・ノースコート(1818–1887)は、庶民院保守党の指導者となり、第1次ソールズベリー侯爵内閣では第一大蔵卿、第2次ソールズベリー侯爵内閣では外務大臣を務めた。彼は1885年7月3日には連合王国貴族デヴォン州セント・サイルスにおけるニュートンのセント・サイルス子爵(Viscount St Cyres, of Newton St Cyres in the County of Devon)とイデスリー伯爵(Earl of Iddesleigh)に叙せられた。
これらの爵位はその男系男子によって現在まで継承されている。現在の当主は5代伯ジョン・スタッフォード・ノースコート(1957-)である。
一族の本邸はデヴォン・エクセターのヘイン（Hayne）である。

## 現当主の保有爵位
現当主である第5代イデスリー伯爵ジョン・スタッフォード・ノースコートは、以下の爵位を保有している。
- 第5代イデスリー伯爵(5th Earl of Iddesleigh)
(1885年7月3日の勅許状による連合王国貴族爵位)
- 第5代デヴォン州セント・サイルスにおけるニュートンのセント・サイルス子爵(5th Viscount St Cyres, of Newton St Cyres in the County of Devon)
(1885年7月3日の勅許状による連合王国貴族爵位)
- （第12代デヴォン州ハインの）準男爵(12th Baronet, of Haine in the county of Devon)
(1641年7月16日の勅許状によるイングランド準男爵位)

## 一覧

### ヘインのノースコート準男爵 (1641年)
- 初代準男爵サー・ジョン・ノースコート（英語版） (1600–1676)
- 2代準男爵サー・アーサー・ノースコート（英語版） (1628–1688)
- 3代準男爵サー・フランシス・ノースコート (1659–1709)
- 4代準男爵サー・ヘンリー・ノースコート（英語版） (1667–1730)
- 5代準男爵サー・ヘンリー・ノースコート（英語版） (1710–1743)
- 6代準男爵サー・スタッフォード・ノースコート (1736–1770)
- 7代準男爵サー・スタッフォード・ヘンリー・ノースコート (1762–1851)
- 8代準男爵サー・スタッフォード・ヘンリー・ノースコート (1818–1887) (1885年にイデスリー伯爵叙爵)

### イデスリー伯爵 (1885年)
- 初代イデスリー伯爵スタッフォード・ヘンリー・ノースコート (1818–1887)
- 第2代イデスリー伯爵ウォルター・スタッフォード・ノースコート (1845–1927)
- 第3代イデスリー伯爵ヘンリー・スタッフォード・ノースコート (1901–1970)
- 第4代イデスリー伯爵スタッフォード・ヘンリー・ノースコート（英語版） (1932–2004)
- 第5代イデスリー伯爵ジョン・スタッフォード・ノースコート (1957-)

法定推定相続人は、現当主の一人息子のセント・サイルス子爵(儀礼称号)トマス・スタッフォード・ノースコート (1985-)